# Folke-sange og melodier
Folke-sange og melodier eller Folke-sange og melodier, fædrelandske og fremmede, samlede og udsatte for pianoforte af A. P. Berggreen er en dansk sangbog redigeret af Andreas Peter Berggreen.
Berggreen havde allerede i sin skoletid været interesseret i folkesange og indsamlede både danske og udenlandske sange.
Hans anstrengelser resulterede i samlingen der i den første udgave udkom i årene 1842–1847. Med anden udgave blev værket betydeligt forøget og det udkom i årene 1861 til 1870 i 10 bind. Et ekstra bind med hus- og selskabssange udkom i 1871. Om værket skriver Dansk biografisk Lexikon: 
| „ | En overordentlig stor Mængde Folkemelodier fra alle Verdens Kanter forefindes her med et let spilleligt Akkompagnement, der gjør dem tilgængelige selv for det ikke meget musikalsk uddannede Publikum, og ledsagede med kritiske og historiske Noter. Det er hans Livs Hovedværk og i den musikalske Litteratur enestaaende. | “ |

Første udgave har 24 danske sange og derudover mange andre sange på flere europæiske sprog: norsk, svensk, tysk, engelsk, fransk og italiensk. Russiske folkesange er også repræsenteret men i tysk oversættelse.
Første udgave lægger ud med Paa Dovrefjeld i Norrig. Derudover indeholder det danske afsnit blandt andet Jeg gik mig ud en Sommerdag at höre, Sorrig og Glæde de vandre tilhobe og Der stode tre Skalke og tænkte et Raad.
Sangbogens anden udgave indeholder blandt andet to udgaver af Det var en Lørdag-Aften.